# واکسارت
واکسارت (انگلیسی: Vaxart) شرکت داروسازی آمریکایی است، که در سال ۱۹۸۲ تأسیس شد.